# Chad Knight (acteur pornographique)
Pour les articles homonymes, voir Chad Knight.
Chad Knight, né le 24 octobre 1970 à Sacramento (Californie), est un acteur pornographique américain, qui apparaît dans des films gays.

## Biographie
En 1996, il reçoit avec J.T. Sloan le Grabby Award du meilleur acteur pour Bad Moon Rising (All Worlds Video) et The Other Side of Aspen III & IV (Falcon Studios),.
Dernier retour en date sur la scène gay : le film Longshot de Chi Chi LaRue chez Falcon Studios en 2000.
Bisexuel, il aurait été marié et aurait des enfants[réf. nécessaire].

## Vidéographie
- 1991 : Bedtime Stories
- 1991 : Big Switch 3: Bachelor Party
- 1991 : Compulsion - He's Gotta Have It
- 1992 : Beach Blanket Boner
- 1992 : Buttbusters
- 1992 : Kiss-Off
- 1992 : Lust Horizons
- 1992 : The Mating Game
- 1992 : Someone in Mind
- 1992 : True
- 1993 : Summer Buddies
- 1994 : Hell Knight
- 1994 : Malibu Pool Boys
- 1994 : Tales from the Back Lot
- 1995 : Bad Moon Rising
- 1995 : Big River
- 1995 : Bulls Eye
- 1995 : Fox's Lair
- 1995 : The Other Side of Aspen 3: Snowbound
- 1995 : The Other Side of Aspen 4: The Rescue
- 1995 : Remembering Times Gone Bi
- 1996 : Hard Lessons: Sex Ed 2
- 1996 : Plugged In
- 1997 : Marine Crucible
- 1997 : Pleasure Principal
- 1997 : Strip Tease
- 1998 : Quick Study: Sex Ed 1
- 1998 : Cram Course: Sex Ed 3
- 2000 : Longshot

## Récompenses
- Gay Erotic Video Awards 2015 : meilleur acteur[4]
- Grabby Award 1996 : meilleur acteur (ex aequo avec J.T. Sloan)[5]